# Ceriagrion cerinorubellum
Ceriagrion cerinorubellum là một loài chuồn chuồn kim trong họ Coenagrionidae.
Loài này được xếp vào nhóm Loài ít quan tâm trong sách Đỏ của IUCN năm 2010, de trend van de populatie is volgens de IUCN stabiel.
Ceriagrion cerinorubellum is in 1865 voor het eerst wetenschappelijk beschreven bởi Brauer.

## Hình ảnh

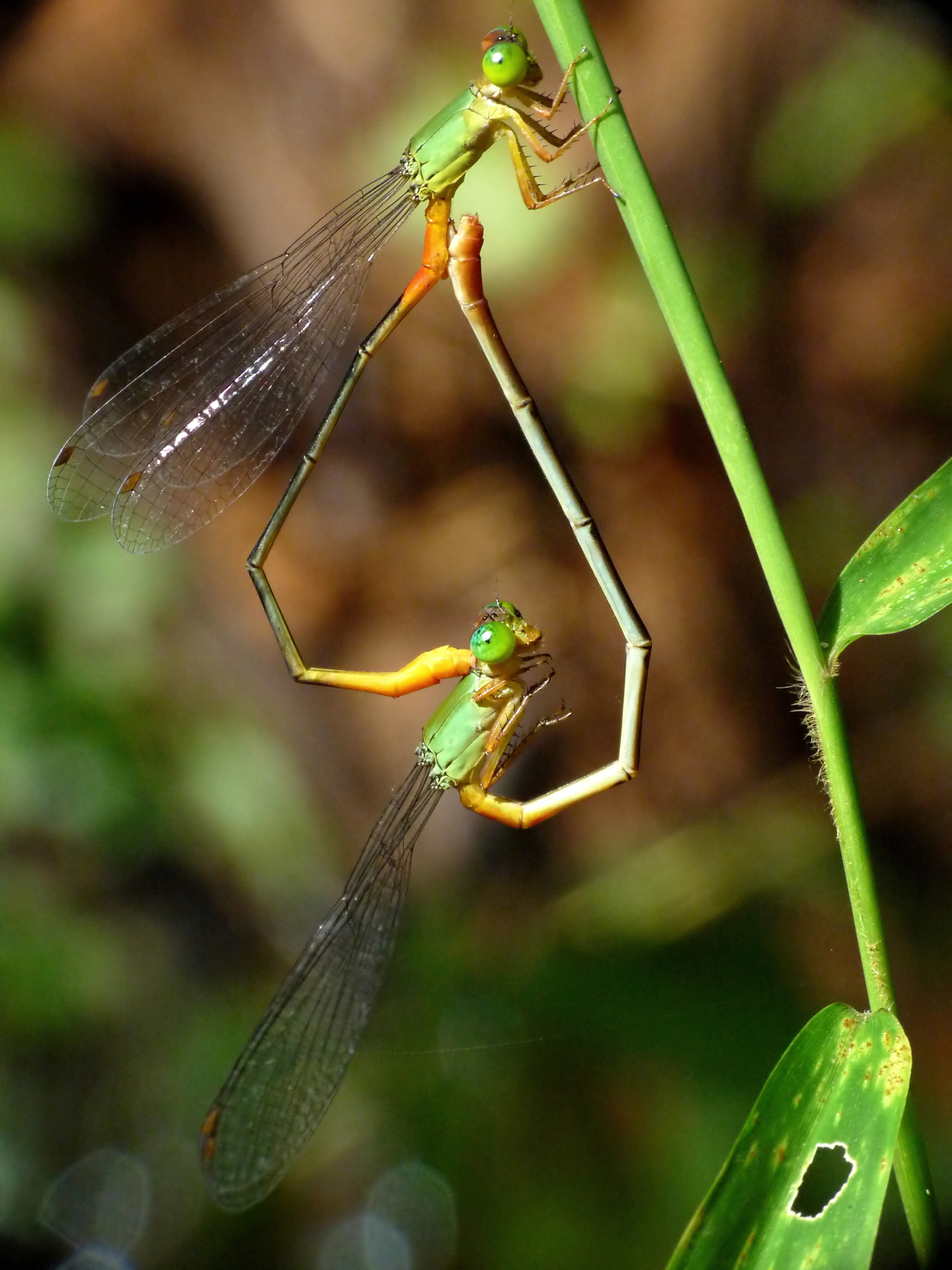
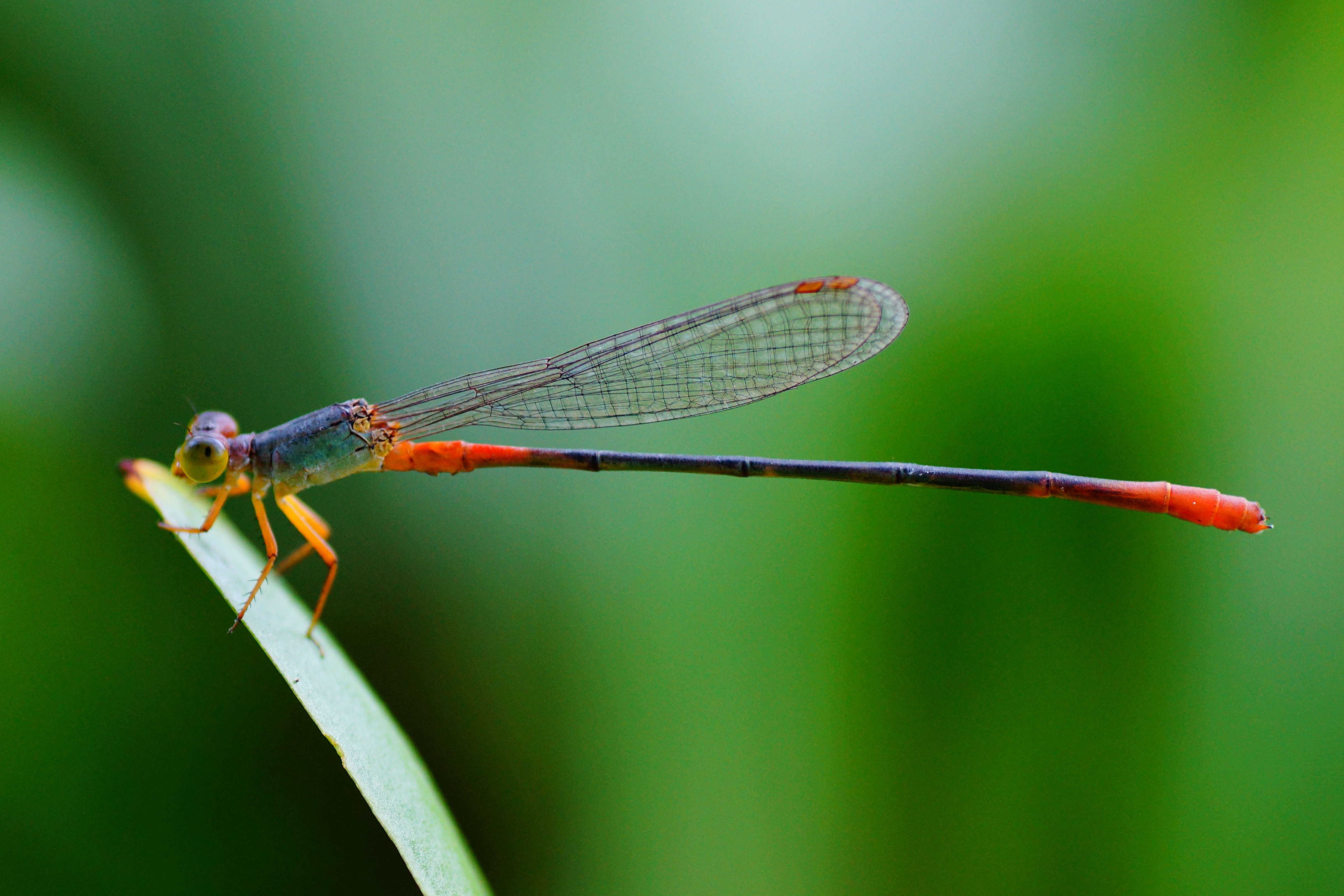
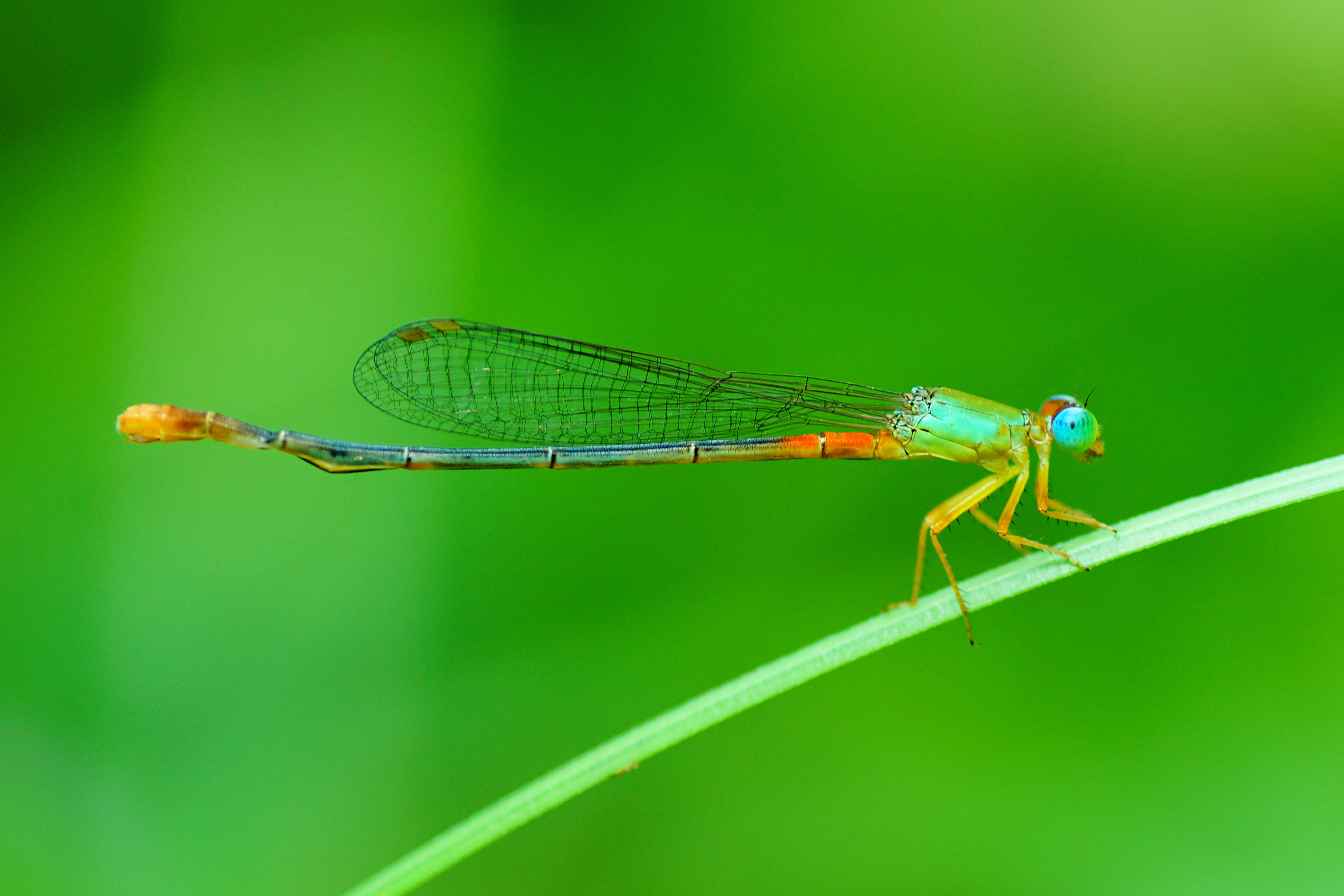
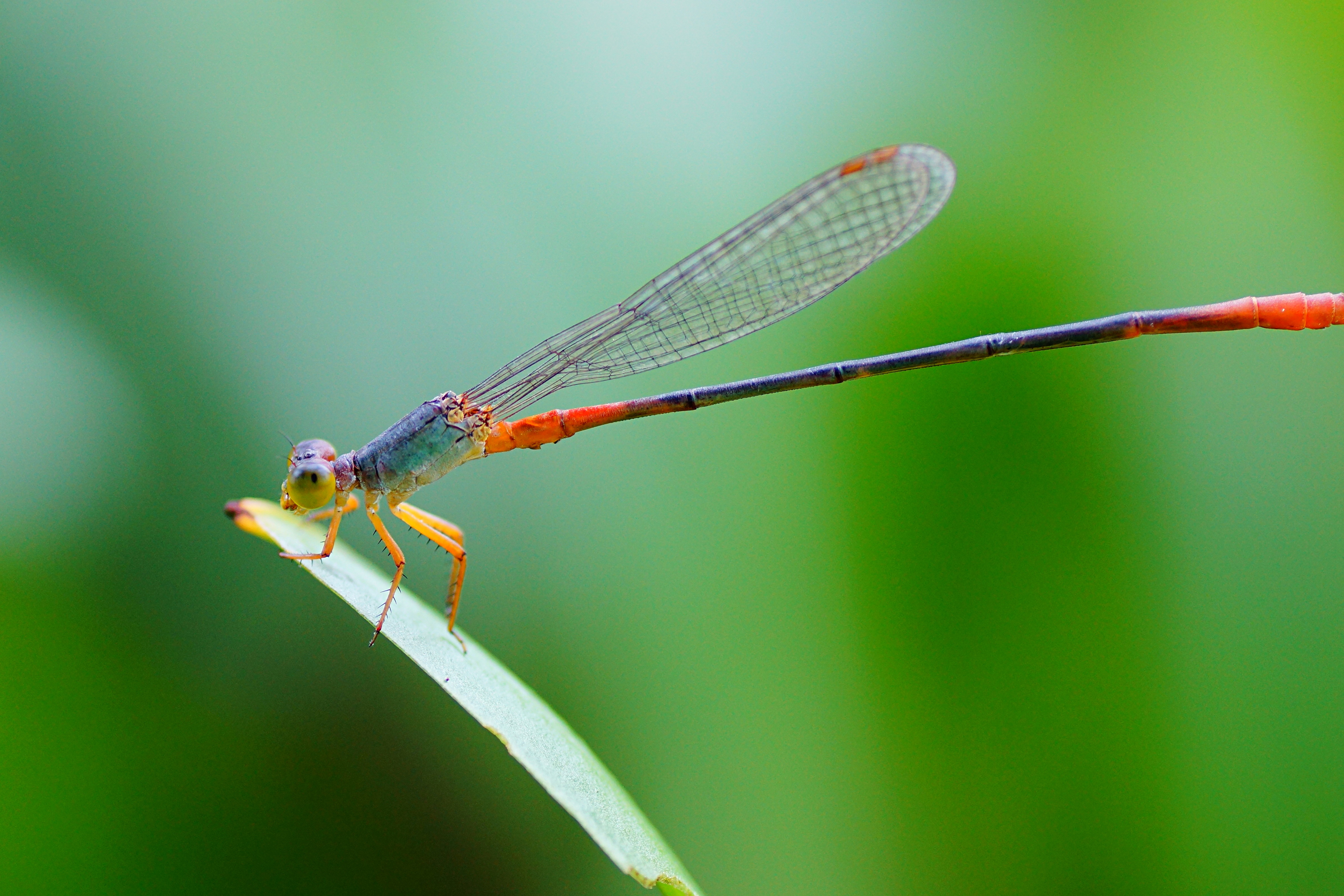